# Petar Popović (Schachspieler)
Petar Popović (* 14. Februar 1959 in Orlovat) ist ein serbischer Schachspieler.

## Leben
Petar Popović erhielt 1978 von der FIDE den Titel Internationaler Meister verliehen, 1981 dann den Großmeistertitel.

## Turniererfolge
- Juniorenweltmeisterschaft U20, Innsbruck 1977: 3. Platz
- Pécs 1980: 1. Platz
- Novi Sad 1981: 1./2. Platz
- Rubinstein Memorial 1982: 1./2. Platz
- Novi Sad 1982: 2./3. Platz
- Novi Sad 1984: 2./3. Platz
- Bor 1985: 1./2. Platz
- Cannes 1986: 2. Platz
- Zonenturnier Pucarevo 1987: 1./2. Platz mit Dragan Barlov
- Belgrad 1987: 4./6. Platz
- Vrsac 1987: 3. Platz
- Zenica 1989: 1. Platz
- Stary Smokovec 1991: 2.–3. Platz
- Jugoslawische Meisterschaft Novi Sad 1995: 1. Platz
- Jugoslawische Meisterschaft Nikšić 1997: 1.–4. Platz

## Nationalmannschaft
Bei den Schacholympiaden 1986, 1988, 1990 und 1994 spielte er in der jugoslawischen Mannschaft, außerdem bei der Mannschaftsweltmeisterschaft 1989, bei der Jugoslawien den zweiten Platz erreichte, und in der ersten Runde der Mannschaftseuropameisterschaft 1992 (nach der ersten Runde wurde Jugoslawien wegen des Bosnienkrieges vom Turnier ausgeschlossen).

## Vereine

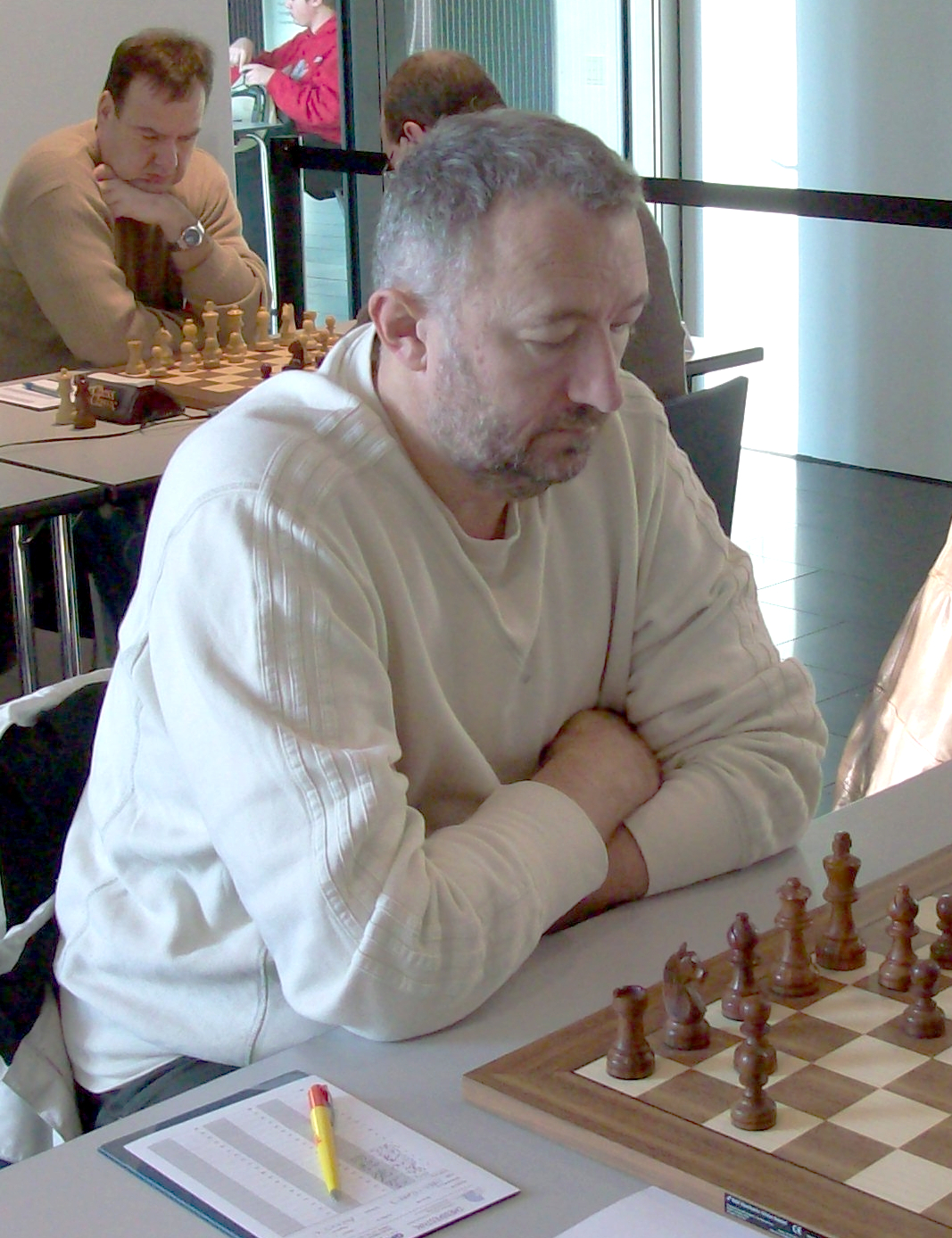
Petar Popović, 2007

In Serbien spielt er für den Verein NSK DDOR Novi Sad, mit dem er 2008 die Mannschaftsmeisterschaft gewann und 2002 am European Club Cup teilnahm. Früher spielte er für die Mannschaften von Partizan Belgrad, mit der er 1995 am European Club Cup teilnahm, und Agrouniversal Zemun, mit der er 1996 und 1997 am European Club Cup teilnahm. In der deutschen Schachbundesliga spielte er in der Saison 1988/89 für Rochade Bielefeld, von 2006 bis 2012 für den SC Remagen. Von 2013 bis 2016 spielte er beim DJK Aufwärts St. Josef Aachen in der 2. Bundesliga. In der österreichischen Staatsliga A spielte Popović von 1993 bis 1998 beim SC Margareten Winterthur aus Wien, mit dem er 1994 und 1995 Mannschaftsmeister wurde und 1993 am European Club Cup teilnahm, und von 1998 bis 2002 beim SK Hietzing. In der belgischen Interclubs spielte Popović bis 2007 beim KSK 47 Eynatten, mit dem er 2004 und 2006 Mannschaftsmeister wurde, in der Saison 2007/08 beim Brussels Chess Club und seit 2008 bei den Schachfreunden Wirtzfeld, mit denen er 2009 und 2013 die Mannschaftsmeisterschaft gewann. Die luxemburgische Mannschaftsmeisterschaft gewann Popović 2005 mit De Sprénger Echternach, er war außerdem auch schon in Frankreich bei Philidor Mulhouse aktiv.